# 嚴廷儀
嚴廷儀（？—？），號景苕，浙江湖州府歸安縣人，明朝政治人物。

## 生平
萬曆十九年（1591年）辛卯科應天鄉試舉人。萬曆二十年（1592年），聯登壬辰科第三甲第八十七名，大理寺觀政，八月授福建莆田知縣。二十六年考察調簡，卒。

## 轶事
《耳谈类增》卷十四“冥定篇四”记录一则轶事：归安严景苕廷仪，以例监试应天，梦神持辛夘榜，使押字。是年果中。及会试，又梦神持榜，令其填第一。严自揣非所据，乃改注第十一。榜发，果然。其谦抑神已鉴之，为移而德不失第一矣。

## 家族
曾祖嚴賓，兵馬；祖父嚴介，布政司理问；父嚴汝麟，乙丑進士，奉訓大夫。